# 海原零
海原 零（かいばら れい）は、日本のライトノベル作家。東京都出身・在住の男性。
2003年、集英社主催の第2回スーパーダッシュ小説新人賞に「EL星くーりっじ」のペンネームで、フィギュアスケートを題材とした作品『銀盤カレイドスコープ』を投稿し、大賞を受賞。当時27歳。
デビュー作である同作は集英社・スーパーダッシュ文庫においてシリーズ化されるが、刊行に当たって現在のペンネームに改名した。

## 作品リスト
全て集英社・スーパーダッシュ文庫刊。
- 銀盤カレイドスコープ
- ブルー・ハイドレード
- 薔薇色にチェリースカ